# Хосе Антоніо Павон Хіменес

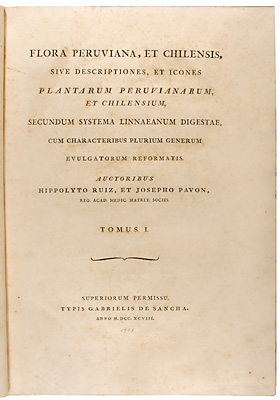
Титульна сторінка Flora peruviana, et chilensis, sive descriptiones, et icones ...

Хосе Антоніо Павон Хіменес або Хосе Антоніо Павон (ісп. José Antonio Pavón y Jiménez або ісп. José Antonio Pavón; 22 квітня 1754, Касатехада, Касерес — 1844, Мадрид) — іспанський ботанік та фармацевт. Прославився дослідженнями флори Перу та Чилі. 

## Біографія
Хосе Антоніо Павон Хіменес народився 22 квітня 1754 року у місті Касатехада, у провінції Касерес. У віці 11 років переїхав до Мадрида, де вивчав хімію, фармацевтику та ботаніку. Він був помічником свого дядька Хосе Павон, який працював аптекарем короля Карла III. У 1771-1778 роках Павон вивчав у коледжі географію, фізику, хімію, мінералогію, ботаніку та фармацію.
Під час правління у Іспанії Карла III він разом з Іполіто Руїсом Лопесом у 1777-1788 роках відвідав країни Південної Америки.
Багато рослин описані ним спільно з Руїсом Лопесом. У ботанічній літературі часто використовується скорочення Ruiz & Pav., що вказує на спільне авторство цих дослідників.

## Вшанування
На честь Хосе Павона названо рід рослин родини Мальвові Pavonia Cav. — Павонія.

## Окремі наукові праці
Разом з Іполіто Руїс Лопес:
- Florae peruvianae et chilensis prodromus ..., 1794  [Архівовано 17 березня 2015 у Wayback Machine.]
- Systema vegetabilium florae peruvianae chilensis: characteres prodromi genericos differentias…, 1798  [Архівовано 16 березня 2015 у Wayback Machine.]
- Flora peruviana, et chilensis, sive descriptiones, et icones plantarum Peruvianarum, et Chilensium, secundum systema Linnaeanum digestae…..., 1798-1802 Том 1 [Архівовано 2 квітня 2015 у Wayback Machine.]